# San Pietro in Vincoli (Řím)
San Pietro in Vincoli čili bazilika svatého Petra v okovech je římský titulární kostel na pahorku Esquilin, severně od Kolosea. Starověká stavba byla několikrát upravena, zachovala si však původní charakter. Uvnitř je náhrobek papeže Julia II. s Michelangelovými sochami a v kostele je pohřben i Mikuláš Kusánský.

## Historie

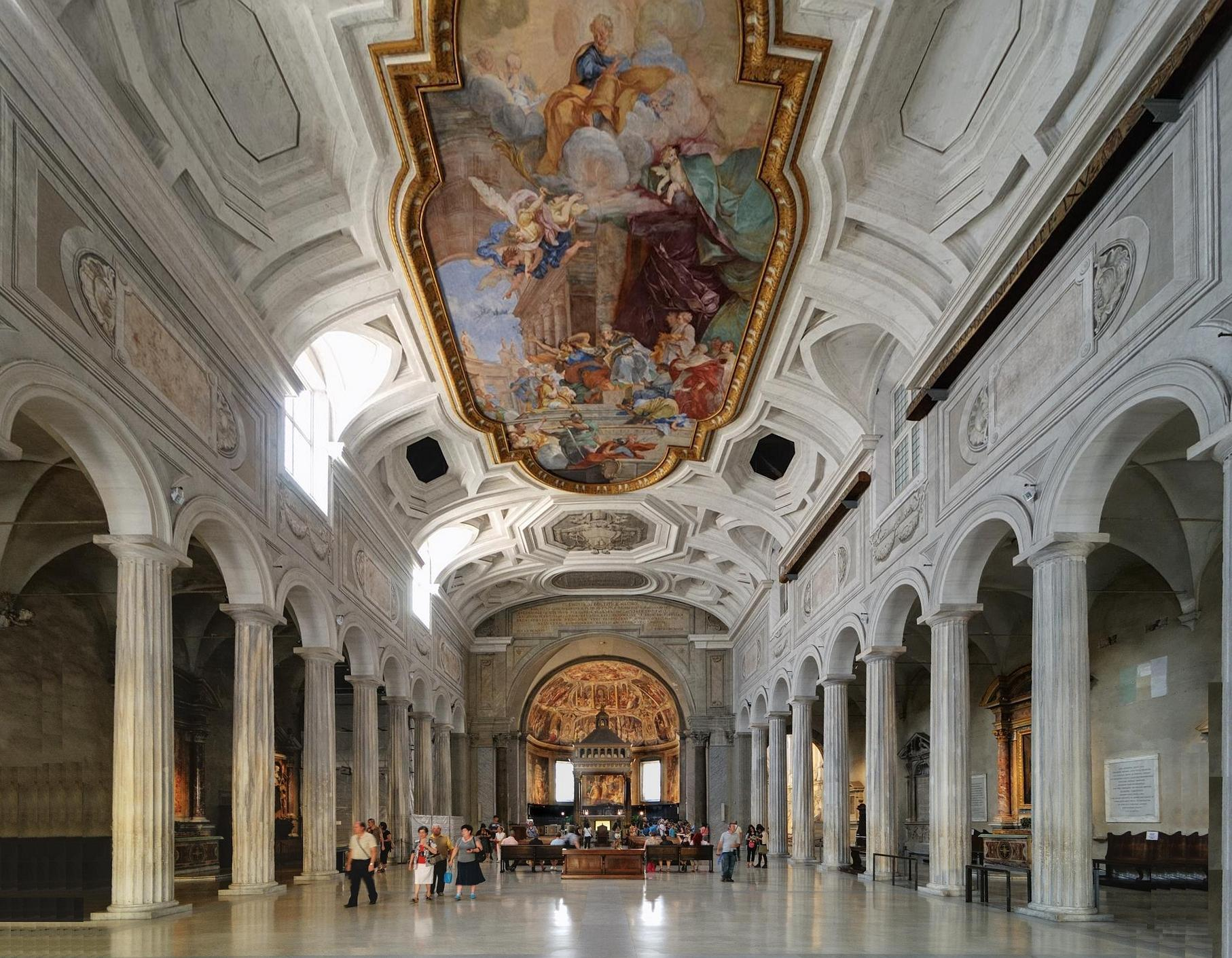
Interiér

Kostel založila roku 431 Licinie Eudoxie, manželka císaře Valentiniána III. a roku 437 jej papež Sixtus III. vysvětil. Několik článků řetězu se dvěma náramky okovů, kterými byl spoután svatý Petr ve vězení, odkud ho podle Skutků apoštolských vysvobodil anděl, dostala podle legendy císařovna Aelia Eudocia  na pouti do Jeruzaléma od tamního patriarchy Juvenala. Věnovala je své dceři Licinii, která je ukázala papeži. Papež Lev I. je prý porovnal s Petrovými řetězy z římského Mamertinského vězení a zjistil, že se k nim dobře hodí. Tyto relikvie jsou v kostele uloženy a vystaveny v prosklené skříňce pod hlavním oltářem. Daly kostelu i jméno. Kostel dal v renesančním slohu upravit zdejší kardinál Giuliano della Rovere, který se roku 1503 stal papežem jako Julius II. a objednal si u Michelangela svou zdejší hrobku.
Pozdně barokní výzdoba je dílem Francesaca Fontany.

## Popis

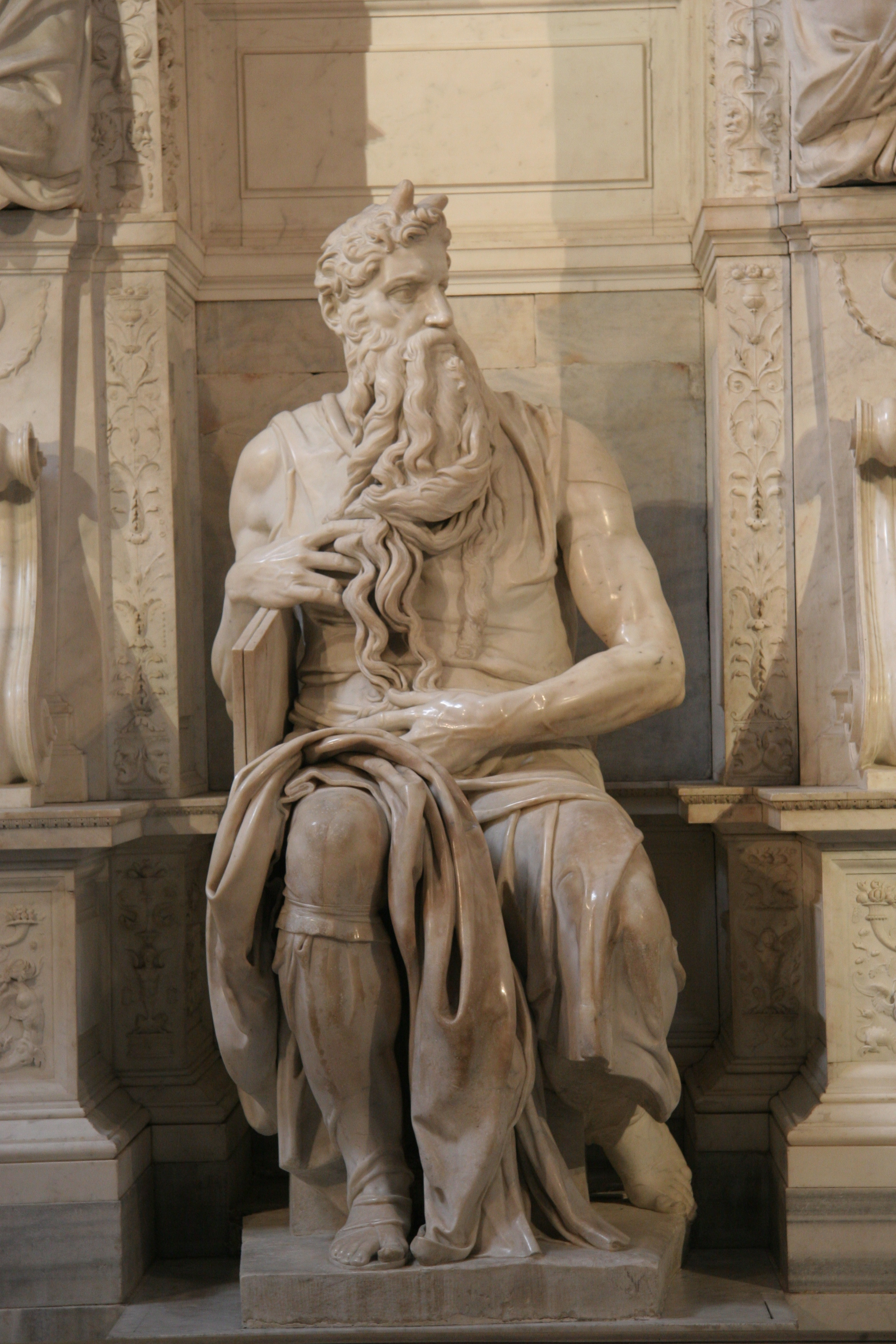
Michelangelův Mojžíš

Trojlodní basilika má do náměstí prosté průčelí s arkádami v přízemí a malými okny v patře. Uvnitř je zaklenuta renesanční valenou klenbou a vyzdobena barokními štuky a freskou, základní stavba včetně 20 dórských sloupů je ale zachována. Pod hlavním oltářem je zasklená schránka s okovy.
V pravé boční lodi je vysoký náhrobek papeže Julia II. V horním patře nad sarkofágem je socha Panny Marie s dítětem, v dolním patře je uprostřed socha Mojžíše v nadživotní velikosti, která patří k nejslavnějším dílům Michelangelovým. Sochy po stranách představují Leu a Ráchel a pocházejí z jeho dílny. Náhrobek měl být původně mnohem větší a měl být umístěn v bazilice sv. Petra ve Vatikánu, kde je papež pohřbený, sem byl umístěn roku 1545.
V levé boční lodi je náhrobek kardinála a filosofa Mikuláše Kusánského (†1464).